# Chung Ju-yung
Chung Ju-yung (en hangul, 정주영; en hanja, 鄭周永; Tongchon, 25 de noviembre de 1915 - Seúl, 21 de marzo de 2001) fue un empresario coreano, fundador del conglomerado Hyundai. Está considerado uno de los principales ejemplos del modelo de grandes conglomerados (chaebol) que impulsó el crecimiento económico de Corea del Sur en la segunda mitad del siglo XX.

## Biografía
Chung Ju-yung fue el mayor de siete hijos en una familia de campesinos de Tongchon (actual Corea del Norte), en plena ocupación japonesa de Corea. Los problemas económicos de su familia le impidieron optar a una educación superior; en ese tiempo, compaginaba su asistencia a una escuela confucianista dirigida por su abuelo con ayudas en la granja familiar.
Cuatro de sus seis hermanos han ostentado cargos de responsabilidad en Hyundai. El más conocido a nivel internacional fue Chung Se-yung (1925-2003), cofundador de Hyundai Motor y responsable de la expansión de la marca en Norteamérica.
Chung estuvo casado con Byun Joong-seok (1921-2007), con la que tuvo diez hijos —ocho varones y dos mujeres— que en su mayoría han asumido puestos importantes. Entre todos destacan su segundo hijo Chung Mong-koo como presidente de Hyundai Kia, y su sexto hijo Chung Mong-joon como líder de Hyundai Heavy Industries, diputado del Gran Partido Nacional, presidente de la Asociación de Fútbol de Corea y vicepresidente honorario de la FIFA. Su primogénito, Chung Mong-pil (1936-1983), murió en accidente de tráfico.
Chung Ju-yung falleció en Seúl el 21 de marzo de 2001 a los 85 años, víctima de un cuadro neumónico agravado por su edad.

## Trayectoria profesional

### Primeros negocios
Atraído por la idea de prosperar en otra ciudad, y al no cumplir su deseo de convertirse en maestro de escuela, Chung trató de independizarse de su familia. Cuando tenía 16 años huyó junto con un amigo a Chongjin para trabajar como albañiles, y estuvieron así dos meses hasta que su padre les localizó. Esa experiencia marcaría su interés por la construcción civil. Meses más tarde trató a huir rumbo a Seúl, aunque esta vez fue estafado por la persona que les había prometido un empleo. Y en 1931 hizo otro intento al pagarse un billete de tren con la venta de una vaca de la granja de su padre.
Finalmente, en 1933 consiguió su propósito y marchó rumbo a Seúl para compaginar diversos oficios, tales como estibador en el puerto de Incheon, constructor y empleado de mantenimiento en una fábrica de sirope. Al año siguiente fue contratado como repartidor de una tienda de arroz, en la que lograría que el propietario le confiara la contabilidad. Cuando tenía 22 años, su jefe acordó traspasarle el negocio. A pesar de que el local daba beneficios, en 1939 fue cerrado por el gobierno colonial tras la imposición de un sistema de racionamiento para los soldados japoneses.
En 1940 se animó a abrir otro negocio en Seúl. Después de contemplar diversas opciones que no pudieran ser intervenidas por las autoridades, Chung apostó por la reparación de automóviles y abrió un taller mecánico junto a un socio japonés. En el transcurso de tres años llegaría a emplear a 70 personas. No obstante, ese éxito coincidió en tiempos de guerra y en 1943 el gobierno colonial le exigió que fusionara su garaje con una acería para ahorrar recursos. El cierre se hizo sin compensación alguna, pero Chung pudo regresar a su pueblo con unos ahorros (50.000 won) que le ayudarían a montar su próximo negocio.

### Grupo Hyundai
Con el final de la ocupación japonesa, buena parte de los esfuerzos coreanos pasaron por la reconstrucción del país al término de la Segunda Guerra Mundial. Chung aprovechó esa circunstancia y montó en 1947 una empresa constructora, Hyundai Construction, que sentaría las bases del conglomerado empresarial «Hyundai» (en coreano, «Modernidad»). La compañía recibiría sus primeras adjudicaciones de obra pública con el gobierno militar de los Estados Unidos en Corea (1945-1948), con el posterior gobierno de Corea del Sur y en los proyectos del Comando de las Naciones Unidas. Durante la guerra de Corea tuvo que trasladar la sede de su negocio a Busan, y regresaría a Seúl en 1953.
Para evitar la dependencia de las importaciones, Chung creó en 1958 la filial de materiales de construcción Kumkang Company. Esta decisión hizo que el nuevo presidente surcoreano, Park Chung-hee, contase con su empresa para su plan de industrialización, basado en grandes conglomerados (chaebol) que recibirían ayudas estatales y contratos a cambio de inversiones estratégicas. En la década de 1960, Hyundai se convirtió en socio preferente de la administración y se expandiría a dos sectores que impulsaron su crecimiento: Hyundai Motor Company (1967), especializada en automóviles a precios económicos, y Hyundai Heavy Industries (1971), dedicada a la construcción naval en su gran astillero en Ulsan.
El crecimiento económico de Corea del Sur fue en paralelo al del conglomerado Hyundai, convirtiendo a Chung en una de las mayores fortunas del país. En 1983 se creó la división de productos electrónicos Hyundai Electronics, y a finales de la década Hyundai Motors incursionó con éxito en los mercados de Estados Unidos y Canadá.
Chung pasó a ser una de las figuras más poderosas de Corea del Sur. No obstante, la caída de ventas en los años 1980 y la importancia cada vez mayor de los movimientos pro-derechos civiles le obligaron a permitir la formación de sindicatos, los cuales rechazaba en sus inicios.
En 1987, cuando tenía 72 años, Chung abandonó la presidencia de Hyundai para dar el salto a la política. La mayoría de las filiales del conglomerado pasaron a ser dirigidas por sus hijos y familiares directos. En aquella época Hyundai contaba con 34 filiales y más de 160.000 empleados, lo que la convertía en la empresa más grande del país.

### Vida posterior
A pesar de su retirada como «presidente de honor», Chung continuó siendo uno de los hombres más influyentes del país. En 1981 participó en la delegación surcoreana que consiguió los Juegos Olímpicos de Seúl 1988.
El ya expresidente de Hyundai se presentó a las elecciones presidenciales de 1992 con el apoyo del Partido Nacional de la Unificación, bajo un programa electoral liberal-conservador. El aspirante obtuvo 3,8 millones de votos (el 17% del total) y quedó en tercera posición, mientras que su partido sacó 31 escaños en la Asamblea Nacional de Corea. La presentación coincidió con la promesa de los principales partidos democráticos para reducir el peso de los chaebol en la economía nacional.
En 1993, Chung fue acusado de haber desviado 80 millones de dólares de Hyundai Heavy Industries para financiar su campaña electoral. Este escándalo de corrupción terminaría pasándole factura: tras demostrarse lo sucedido, tuvo que dimitir al frente del Partido Nacional y fue condenado a pena de prisión, eludible por su avanzada edad. Y aunque los chaebol mantuvieron una posición dominante, el gobierno había comenzado a retirarles varias de las numerosas ayudas que percibían.
La crisis financiera asiática de 1997 provocaría la quiebra de los mayores conglomerados de Corea del Sur, entre ellos Hyundai. Después de que el presidente Kim Dae-jung regulara el sistema de chaebol, Chung tuvo que deshacerse de la mayor parte de subsidiarias y mediar en la lucha de poder interna entre los familiares. Hyundai Motors, la filial más internacional, no se desligó del grupo Hyundai hasta el año 2000.
Al margen de los escándalos en Hyundai, Chung colaboró activamente con Kim Dae-jung en la «política del Sol», encaminada a distendir las relaciones con Corea del Norte con el objetivo de la reunificación a largo plazo. Entre otras campañas, negoció con Kim Jong-il la construcción del polígono industrial de Kaesong, el desarrollo de un negocio turístico en el monte Paektu y la entrega de ayuda humanitaria.